# 经济分析局
美国商务部经济分析局（英語：Bureau of Economic Analysis，BEA）是美国一个政府机构，該機構負責公佈美國宏观经济以及行业的统计数据，以及有關美国国内生产总值（GDP）和各個市/镇/乡/村/县和大都市区的數據。